# Maison de Faucigny
Pour les articles homonymes, voir Faucigny.
La maison de Faucigny est représentée par une famille de haute noblesse, attestée dès le XIe siècle, dont le nom est issu d'un château, implantée en vallée de l'Arve. Famille très probablement vassale des comtes de Genève, les seigneurs de Faucigny contrôlent une partie de la vallée de l'Arve et le Beaufortain, jusqu'à ce que la branche principale s'éteigne en s'alliant au XIIIe siècle à la maison de Savoie, puis aux Guigonides, dauphins de Viennois.
La branche aînée disparait au XIIIe siècle. La branche des Lucinge, détachée dès le XIIe siècle, prend le nom de Faucigny-Lucinge, à partir de la seconde moitié du XVIIIe siècle. Depuis l'annexion de 1860 de la Savoie à la France, cette dernière est inscrite au catalogue des familles subsistantes de la noblesse française (A à K).

## Héraldique
| Armes de Faucigny | Les armes de la famille de Faucigny se blasonnent ainsi : Palé d'or et de gueules de six pièces,. |

Amédée de Foras indique que le palé (d'or et de gueules) a prévalu depuis que la maison de Savoie l'a fait passer dans son écu d'alliances, dans la seconde moitié du XIIIe siècle. Auparavant, les sceaux de l'évêque Guy de Faucigny portent trois pals et non du palé et celui d'Aymon II porte trois pals billetés ; tandis que d'autres sceaux portent deux pals.

## Origines
L'origine des seigneurs de Faucigny est « mal connue », voire « obscure ». Elle est tout aussi « obscure que celle des comtes de Savoie ou de Genève », leurs principaux voisins et rivaux. La filiation de cette famille est connue des historiens par deux actes de la fin XIe siècle et du début du siècle suivant. Pour la connaissance du lignage, avant cette filiation, l'origine fait l'objet de débats entre les différents spécialistes.

### Premiers documents
Les plus anciens membres de cette famille sont cités dans deux actes de la fin du XIe siècle et du début du siècle suivant, 1083 et 1119. Le premier correspond à la donation du prieuré de Contamine-sur-Arve, par l'évêque de Genève, Guy de Faucigny, à l'abbaye de Cluny, celle-ci est datée de l'année 1083,. Cet acte, considéré comme la charte de fondation du prieuré, est publié pour la première fois par l'historien suisse Frédéric Charles Jean Gingins de la Sarraz (1862) et reprise par le Régeste genevois (1866). Voici l'extrait par lequel les premières informations concernant la famille de Faucigny nous sont parvenues :

« …fratribus meis domno Wuillelmo et domno Amedeo […] specialiter avi nostri bonae Aimarardi et patris nostri Ludiovici, atque Widonis, Giserberti, Ottonis, Vilentii, avunculorum nostrorum, […] Huis rei testes Vuillelmus et Amadeus, eiusdem episcopi fratres

Traduction : … Je donne, mes frères y consentant, pour le bien de leur âme et de la mienne et pour le soulagement de notre aïeul Emerard, de notre père Louis, de nos oncles Guy, Gisebert, Otton, Vilence et autres aïeux ou successeurs »,

— (1er février 1083) Cartulaire de Cluny, côte B, p. 191
Ce document énumère ainsi la parentèle de l'évêque Guy (S. Widonis episcopi genevensis) avec son grand-père, Aimerard/Eimerard (Emerard), décédé ; son père, Louis (Ludiovici), décédé ; ses oncles Guy, Giselbert (Gisebert), Otton et Willelme (Vilence), tous décédés,. Ses frères Willelme/Guillaume (Wuillelmo) et Amédée (Amedeo) sont présents en tant que témoin. Le prieuré de Contamine deviendra plus tard le lieu de sépulture du lignage de Faucigny. Une confirmation de cet acte est faite en 1119, où cette fois-ci la généalogie est complétée, :

« …patris mei Ludovici et avi mei Ermenradi et Guillelmi fratris mei et filiorum eius Rodulfi, Ludoici, Raimundi et episcorum Geraldi Lausannensi et Amadei Morianensis nepotum meorum et matris eorum Utilie et matrie mee Teberge… »,,

— (2 septembre 1119) Cluny V 3940
Le neveu du prélat, Raoul/Rodolphe de Faucigny (Rodulphus de Fulciniaco), est dit en possession de la seigneurie et du château de Faucigny. Le document mentionne également sa mère, Tetberge, son frère Willelme/Guillaume et son épouse, Utilie, ainsi que leurs enfants, Rodolphe, Louis, Reymond, Gérard/Gérold, futur évêque de Lausanne, et Amédée, futur évêque de Maurienne,.
L'abbé de Cluny, Pierre le Vénérable déclare à propos de l'évêque Guy et de sa famille qu'ils sont de grande noblesse, magne [...] nobilitatis,. L'abbé traite surtout dans son De Miraculis de l'attitude du prélat en raison de sa noble origine et des conséquences sur ses mœurs : « Il était de haute noblesse selon le siècle et, à cause de cela, d'une vie beaucoup plus dissolue qu'il n'aurait convenu à un évêque. » (Fuit hic magne secundum seculum nobilitatis, et ideo multo plus quam episcopum decuisset uite dissolutioris).

### Hypothèses auxXVIIesiècle
Le généalogiste Samuel Guichenon, dans son Histoire généalogique de la Royale Maison de Savoie (1660), propose à partir de l'acte une généalogie depuis le grand-père Emerard (Aimerard) jusqu'à Marguerite [Béatrice/Béatrix] dite de Faucigny, épouse vers 1196 du comte de Savoie, Thomas Ier. Cependant le généalogiste bugiste se garde d'avancer une origine à cette famille. Au cours de la même période Dom Hilaire Leyat, dans son Tableau généalogique de la maison de Faucigny (1679), avance deux hypothèses. Emerard serait le personnage mentionné dans une charte des archives de l'abbaye de Saint-Maurice lors d'une donation au début du XIe siècle. Mentionné avec sa femme, Aalgirt/Aalgert, ils auraient reçu des terres de la part de l'abbé Burchard I, demi-frère du roi Rodolphe III de Bourgogne, en échange de plusieurs terres en Chablais,. Dom Hilaire Leyat avance ainsi « Emmérard de Foucigni commandait donc dans ce païs, soit que ses aïeuls en fussent déjà les seigneurs, sous les roys de Bourgogne, d'Allemagne et d'Arles (...), soit que lui-même en ait été établi le gouverneur par Rodolphe III (993-1032), au commencement de son règne »,.

### Hypothèses auxXIXesiècle
Jean-Louis Grillet (1756-1812), dans la notice sur la « Maison souveraine des barons de Faucigny » qu'il propose dans son Dictionnaire historique, littéraire et statistique des départements du Mont-Blanc et du Léman (1807), se garde d'avancer une origine. À propos d'Emmerard il indique « on ignore son origine, on sait seulement qu'il fut père de Louis »,. Il avance par contre « audacieusement » « qu'il fit hommage à l'empereur Conrard qui avoit [sic] succédé aux droits des rois de Bourgogne ». Alors que l'historien suisse, Édouard Mallet (1805-1856), dans l'article « Sur l'évêque Guy de Faucigny et les chartes qui le concernent », avance une émancipation au cours de la succession de Bourgogne (1032-1034), indiquant que « Ermérard est la souche connue de la maison de Faucigny, l'une de ces dynasties de seigneurs locaux qui, après que le second royaume de Bourgogne, [...], eut passé sous la suzeraineté contestée et lointaine des Empereurs germaniques, devinrent de fait indépendants, et exercèrent les droits utiles, attributs essentiels de la souveraineté. ».
À la suite de Dom Hilaire Leyat, les historiens régionaux — Gingins de la Sarraz (1790-1863), Ménabréa (1804-1857), Lavorel (1846-1926) — reprennent la thèse d'une origine locale de la famille.
Le généalogiste Amédée de Foras, s'il indique en introduction que l'origine de cette famille « se perd dans la nuit des temps », reprend lui la thèse de l'émergence de cette famille lors de « l'affaiblissement des rois burgondes [et qu'ils] étaient les seigneurs les plus importants dans la province de ce nom » (le Faucigny).
L'abbé Marie Rannaud (1841-19..), membre de l'Académie salésienne et de l'Académie chablaisienne, dans sa Vita consacrée à Ponce de Faucigny, développe l'hypothèse qu'Aimerard serait le fils d'un dignitaire ecclésiastique du diocèse d'Arles, Sigefroy (968-1002), portant les titres de « gonfalonier de la sainte Église Romaine et préfet du prétoire apostolique aux royaumes d'Arles et de Bourgogne ».
Ferdinand de Faucigny-Lucinges (1868-1928), membre de la famille, explique, de façon très affirmative, que les seigneurs de Faucigny auraient la même origine que les Féterne et seraient « issus des « vicomtes de Savoie », eux-mêmes descendants supposés de l'empereur Louis III l'Aveugle ». Le prince de Faucigny-Lucinge justifie cette affirmation en indiquant qu'« Aymerard, premier seigneur du Faucigny connu jusqu'ici, était le frère de Louis, sire de Féterne. Tous deux étaient fils de Guy de Féterne, qui lui même était fils de Guiffred, premier vicomte de Savoie, fils lui-même de l'empereur Louis l'Aveugle, roi de Provence, qui descendait de saint Engelbert et des rois de Kent ». Pierre de Viry, continuateur de l'Armorial et nobiliaire de l'ancien duché de Savoie du comte de Foras, apporte une lecture critique de l'ouvrage (1914), reprenant, entre autres, la citation précédente et démontrant que les faits ne sont pas établis.

### Hypothèses contemporaines
Le médiéviste Jean-Yves Mariotte (1980) s'interroge sur cette origine, avançant les hypothèses « d'une famille de dignitaires carolingiens ou de potentats locaux élevés à la force du poignet ». Il opte toutefois, comme pour Dom Hilaire Leyat au XVIIe siècle, pour une appartenance, tout en étant vassale, à la maison de Genève,.
Enfin, les médiévistes Nicolas Carrier et Matthieu de La Corbière (2001, 2005) considèrent que les Faucigny sont des feudataires des comtes de Genève, récusant toutefois l'appartenance à une branche cadette d'un lignage illustre,. Les Faucigny sont apparentés à la dynastie de Genève depuis le milieu du XIe siècle.

### Seigneur ou baron?
De nombreux auteurs — Hilaire de Saint-Jean-Baptiste (1679), Grillet (1807), Lullin et Le Fort (1866), Victor Flour de Saint-Genis (1868) mais aussi plus récemment Alfred Dufour (2014) — qualifient les seigneurs de Faucigny de « baron ». L'historien Jean-Yves Mariotte (1981) rappelle, tout comme précédemment Ménabréa (1854), que « le titre de « baron » dont les parent certains historiens modernes n'est attesté par aucun document du haut moyen âge », ils sont simplement mentionnés comme « dominus » ou « domini ». À l'usage, les auteurs spécialisés de la région les désignent sous l'expression sires de Faucigny,,.
La mention d'une baronnie de Faucigny n'apparait, dans les documents, qu'à partir de l'année 1256. Jusque-là, les seigneurs de Faucigny semblent disposer, dès le XIIe siècle, « d'une organisation princière », avec notamment l'existence d'officiers, comme un sénéchal et un maréchal. Son territoire n'est pas réellement connu. Les historiens Nicolas Carrier et Matthieu de La Corbière indiquent que les seigneurs de Faucigny sont « avoués du prieuré de Contamine-sur-Arve dès 1083-1119, et du prieuré de Chamonix en 1202 », charges leur permettant ainsi d'avoir des « droits sur la vallée de l'Arve entre ses deux points extrêmes ». Le château de Faucigny, mentionné pour la première fois en 1119 et dont est issue la famille, apparait comme le « noyau » de leur pouvoir, selon l'expression de l'historien Nicolas Carrier. Le nom de « Faucigny » est « transmis peu à peu à l'ensemble de la grande vallée », le Faucigny, région naturelle correspondant à la vallée de l'Arve.

## Histoire

### Les plus anciens membres du lignage
Les deux actes de 1083 et 1119 (voir ci-dessus) permettent de dresser une filiation établie par les différents auteurs. Elle débuterait avec Aimerard/Eimerard et ses fils, Louis, Guy, Giselbert, Otton et Guillaume/Willelme,,. Louis est l'époux de Thetberge/Thietburge (Tetburga),, vers 1060-1061. Cette dernière appartiendrait à la maison de Rheinfelden (Rheinfelden (Baden)) et serait ainsi la fille de Rodolphe de Rheinfelden, duc de Souabe et Thetberge. Luther (2016) dans un tableau généalogique des Humbertiens la présente comme fille d'Amédée Ier, comte en Maurienne et des Belleysans, et l'épouse en premières noces de Louis, avant d'épousé Gérold de Genève.
Le couple a trois enfants : Guy, futur évêque de Genève et à l'origine des actes, Amédée, considéré comme l'auteur probable, mais sans certitudes, de la famille de Blonay, et Guillaume/Willelme dit le Sage (Filius W. sapientis de Fucinie), seigneur de Faucigny qui continue la lignée. Veuve, Thetberge/Thietburge épouse en secondes noces le comte de Genève Gérold,.
Le seigneur Guillaume/Willelme et son épouse, Ottilie/Utilie — selon une notice généalogique anonyme du début du XIXe siècle, il pourrait s'agir d'Ottilie de Genevois, mais sans être confirmée par les références modernes —, ont pour enfants Raoul/Rodolfe/Rodolphe (I), Louis, Reymond, Gérold/Gérard, futur évêque de Lausanne, et Amédée, futur évêque de Maurienne,,. Le père et ses fils sont mentionnés comme témoins lors d'une donation, sans date (avant 1103 selon Ménabréa), à l'abbaye d'Aulps. Un certain Saviu ou Sayvin (Sayvinus), fils d'Augeron de Faucigny, est aussi mentionné sur ce document,. Ménabréa, dans un article consacré à la chartreuse de Vallon, avance l'hypothèse que cet Augeron pourrait être un frère de Guillaume/Willelme de Faucigny.
Raoul/Rodolfe/Rodolphe (I) succède à son père, « longtemps avant la mort de Guillaume laquelle est postérieure à 1124, [...] probablement à cause des infirmités de son père », nous dit Ménabréa, alors qu'une une notice généalogique anonyme nous dit que « l'on voit que Guillaume I ne vivoit plus en l'année 1119 »[réf. à confirmer]. Les documents le concernant restent cependant rares. Dans l'acte de confirmation de 1119, il est dit seigneur et en possession du château de Faucigny,. Rodolphe (I) est déjà mentionné comme témoin, vers 1094, pour le comte de Savoie, Humbert II. On trouve son nom sous la forme Rodulfus de castro fulciniaco, vers 1121, dans une donation à laquelle il apporte son accord. La plupart des historiens semblent ignorer le nom de son épouse, mais il pourrait s'agir de Constance de Beauvoir, notamment pour la notice généalogique anonyme (1826), qui cite « un ancien mémorial aux archives royales de Turin, provenant de celles du chapitre de Grenoble », ainsi qu'une notice du Dictionnaire historique de la Suisse (2004). Les fils de Rodolphe (I) sont connus à travers différentes sources, : Aymon/Aimon, qui lui succèdera et continuera la lignée ; Humbert, qui succéderait à Aymon ; Raoul/Rodolphe, auteur de la branche de Lucinge ; Arducius († 1185), futur évêque de Genève ; Ponce († 1178), futur fondateur de l'abbaye de Sixt ; et Raymond, probablement auteur de la famille de Thoyre-Boussy,,. L'année de mort de Rodolphe (I) reste inconnue, mais elle doit être considérée comme « antérieur à 1138 » selon Ménabréa. La notice généalogique anonyme (1826) indique qu'il serait allé avec son fils Aymon/Aimon en croisade en 1147 (il y aurait confusion avec Rodolphe, fils Aymon (I), voir ci-après).
Le chevalier Aymon/Aimon (I) succède à son père Rodolphe (I), à la tête de la seigneurie. Son épouse Clémence pourrait appartenir, selon Foras, à la famille de Briançon, implantée en Tarentaise. Le couple aurait six enfants, dont Raoul/Rodolphe (II), qui lui succède et probablement mort avant 1178 où Henri, son frère cadet, est mentionné comme seigneur. Aymon (I) et son fils Rodolphe participent à la deuxième croisade (vers 1147), aux côtés du comte Amédée III de Savoie,. Peu de temps auparavant, vers 1138, les moines Chartreux sont invités à s'installer dans la vallée du Brevon, à proximité d'un prieuré bénédictin, sur des terres « qualifiées de désertes » de Vallon, sur la rive relevant du Faucigny. Le seigneur de Faucigny fait certaines donations à la Chartreuse qui s'y installe,. À son retour, il est à l'origine de la fondation, le 22 janvier 1151, de la Chartreuse du Reposoir, en Faucigny.
Le troisième fils de Rodolphe (I), Raoul/Rodolphe, est surnommé l'Allemand ou le Teuton/Teutonique, en raison de sa probable présence au sein de l'armée des Impériaux, Rodulfus de Fulciniaco cognomento Alamant, Rodoflfus Alamandus testis ou encore Rodoflfus Teutonicus testis (Ménabréa citant Besson),. Il est dit aussi de Greysier (Foras),. Il est l'auteur de la branche de Lucinge (Faucigny-Lucinge),, ainsi que de la branche des Graisier/Greysier, (voir ci après). Les auteurs Ménabréa (1854, 1865), puis Chaix d'Est-Ange (1921) indiquent qu'il a épousé Emma Eynard, issue d'une « illustre famille du Dauphiné qui est aujourd'hui connue sous le nom de Monteynard ». Ménabréa (1865) précise qu'« un titre de prieuré de Domène, en Grésivaudan, nous apprend qu'il épousa la fille de Guigues de Domène, lequel était fils de Ponce-Aymard, illustre seigneur de ce pays ». Le Régeste genevois (1866) mentionne également une donation de Guigues de Domène, estimée vers 1155, où il est indiqué que « Ce don est confirmé [...] par sa fille, épouse de Rodolphe de Faucigny ». Les auteurs commentent ainsi « Il s'agit dans la présente charte d'Emma de Domène et de son mari Rodolphe, dit l'Allemand, frère d'Arducius. », Certains auteurs ont pu considérer qu'il est aussi à l'origine de la famille Alleman, en Dauphiné,.
Henri, seigneur de Faucigny, fils d'Aymon (I), épouse « Comtesson » ou « la comtesse », fille issue du second mariage du comte de Genève Amédée Ier,. Il est le père de Aymon II avec qui la branche aînée s'éteint dans les mâles (voir ci-après).

### Une puissante famille régionale
Dans la seconde moitié du XIIe siècle, la famille s'est imposée dans la région possédant un « important domaine sur les rives de l'Arve, doté de ramifications sur les berges du lac Léman et du Rhône ». Amédée de Foras observe que « le fouillis inextricable de l'enchevêtrement féodal, les alliances entre Genevois et Faucigny, entre Faucigny et Savoie, la cession ou la conquête de territoires partiels [...] mais on ne serait douté que les Sires de Faucigny ne fussent princes indépendants, quoique astreints à l'hommage pour quelques seigneuries aux comtes de Genève, tout comme ceux-ci l'étaient vis-à-vis de l'évêque, du comte de Savoie et même du seigneur de Faucigny. » Paul Guichonnet précise dans une étude que les seigneurs de Faucigny se trouvent principalement implanter « dans la vallée du Giffre et la moyenne et haute-Arve » et s'étendent peu à peu dans la partie basse à proximité de la cité de Genève. Ils possédaient notamment les places fortes de Faucigny, de Châtillon et de Sallanches. Vers 1200, Aymon II de Faucigny s'installe au château de Châtillon, dont la position au centre de la province, lui permet une meilleure administration de ses possessions. Les seigneurs de Faucigny possèdent également le château de Flumet, dès la moitié du XIIe siècle, leur permettant le contrôle du Val d'Arly et son accès, depuis la combe de Savoie.
Dans la partie basse de la vallée, la situation est celle décrite par Guichonnet,. Les sires de Faucigny semblent contrôler la rive gauche de l'Arve, obtenant au XIIIe siècle, le châtelet du Crédoz et Bellecombe, à proximité de Reignier. Sur la rive gauche, la famille s'appuie sur le château de Bonne, permettant le contrôle de la vallée de la Menoge (ou vallée de Boëge), Vétraz et le château de Monthoux et enfin la maison forte de Lucinge. Aymon II est à l'origine de la fondation de deux villes neuves, Hermance et Monthoux, vers 1245, qui se situent très près de Genève. Avec l'édification du château d'Hermance, Aymon II réalise l'un des objectifs stratégiques de la famille en s'implantant sur les rives du Léman,,.
Les seigneurs de Faucigny ont pour vassaux « les Dardel d'Arthaz, mais aussi, feudataires de Genève, les Faucigny-Lucinge, les Thoire, les Bellegarde, les Cissé [Chissé] de Polinges, les Magny de Reigner, les Nangy, les La Fléchère de Saint-Jeoire ».
Les historiens Nicolas Carrier et Matthieu de La Corbière précisent à propose de cette puissance « Outre ses fondements patrimoniaux, d'une ampleur toute relative cependant, la fortune des Faucigny paraît résulter de trois causes majeurs intervenues au cours du XIIe siècle et dans la première décennie du siècle suivant », notamment leur politique religieuse (voir ci-après) et les tensions à la suite de la mort du comte Amédée Ier de Genève (1128-1178).

### Les Faucigny et l'Église
La famille, à l'instar des familles princières de la région, noue des liens avec l'Église tant par ses attentions, ses fondations ou le placement des cadets au sein de l'institution,. Les historiens Nicolas Carrier et Matthieu de La Corbière parlent « d'heureux « placement » qui leur offrirent entre 1083 et 1185, quatre grands sièges épiscopaux et abbatiaux alpins ». Lors des deux actes de 1083 et 1119, trois membres occupent des sièges épiscopaux voisins : Guy à Genève (v.1083-1119) et ses neveux Gérard/Gérold/Giraud à Lausanne (1103-1124) et Amédée en Maurienne (v.1116-1124),. Au cours de la génération suivante, Arducius († 1185) est évêque de Genève (1135-1185) et son frère, Ponce (1144-1178), fonde et devient abbé de Sixt,,.
Les historiens considèrent que leur rôle a très probablement été « déterminant dans les choix politiques du lignage ». Arducius joue notamment un rôle dans son opposition au comte de Genève Amédée Ier (1128-1178). Cela lui permet d'obtenir de la part de l'empereur le titre de « Prince », en 1154.

### Disparition de la branche aînée
Dans un contexte de conflit avec les comtes de Genève, dont les Faucigny se reconnaissent vassaux, le seigneur Aymon II s'éloigne de la promesse, voire se rapproche des comtes de Savoie. Le comte de Savoie Thomas Ier semble lui apporter un soutien financier lors de conquêtes dans la partie nord du Léman, obtenant l'hommage de seigneurs vaudois au détriment du comte de Genève. Sans héritier mâle, Aymon II est approché par le parti savoyard pour le mariage de sa seconde fille, Agnès, dont il fait son héritière universelle,. En 1234, Agnès épouse Pierre, le fils du comte de Savoie. Le mariage a lieu au château de Châtillon faisant entrer la vallée de l'Arve dans le domaine d'influence des comtes de Savoie. Aymon II se charge de consolider la puissance de Pierre dans la région.
En 1256, le Faucigny est qualifié de baronnie, puis en 1265, il est organisé en bailliage. Celui-ci comporte dix châtellenies : Bonne, Crédoz, Châtillon, Faucigny, Flumet, Hermance, Monthoux, Pont-sur-Arve (Boringe), Sallanches et Toisinges (puis Bonneville).
En 1268, la mort de Pierre, devenu comte de Savoie sous le nom de Pierre II, et de sa femme, Agnès, amène le partage des terres de Faucigny entre leur fille Béatrice de Savoie, dite de Faucigny et sa tante, Béatrice de Thoire-Villars. La première, épouse sous l'influence de son grand-père Aymon II en 1241 Guigues VII du Viennois, dauphin de Viennois, comte d'Albon, de Grenoble, d'Oisans, de Briançon, d'Embrun et de Gap, quant à la seconde elle a épousé Étienne II, sire de Thoire et Villars. Dans le cadre de cette succession, le nouveau comte de Savoie observe l'éloignement du Faucigny de son contrôle. Attisant la tension entre les deux femmes, le comte Philippe Ier de Savoie soutient la tante contre la nièce. La guerre éclate et le comte de Savoie, après avoir fait emprisonner Béatrice de Savoie et son fils, obtient non seulement l'hommage d'Étienne II de Thoire, mais aussi un regard sur la terre de Faucigny. Cependant le conflit perdure. Béatrice de Faucigny dut rendre hommage au comte de Savoie en mai 1293, en avril 1295 jusqu'en 1296 où elle doit céder ses droits en apanage à son petit-fils Hugues († 1329).
Le conflit entre la maison de Savoie et le dauphin s'amplifie. Il faut attendre le traité de Paris, en 1355, pour qu'un échange territorial ait lieu entre le Faucigny et les pays de la Bresse et du pays de la Valbonne, et qu'il intègre définitivement l'État savoyard.

### Une branche cadette puissante: les Faucigny-Lucinge
Rodolphe dit l'Allemand et de Grésier est à l'origine de la branche cadette dite de Lucinge, puis Faucigny-Lucinge,,. Il a deux fils Guillaume/Vullielme, chevalier, « qui forma ou a pu former les branches de Greysier » (Foras reste cependant très prudent) et Rodolphe (II) l'Allemand dit aussi de Greysie, qui prit premier le nom de Lucinge,.
Ce Rodolphe (II) est sénéchal de Faucigny. Il devient le premier seigneur de Lucinge à la suite de son mariage avec l'héritière de la famille de Lucinge, Kéberge/Tetberge (Foras) ou Roberge ou Tatberge (Chaix d'Est-Ange), « nièce ou petite-fille de Turembert de Lucinge, sénéchal de Faucigny, dont Rodolphe hérita »,,. Les Lucinge anciens étaient investis dès le XIIe siècle du sénéchalat de Faucigny. Rodolphe (II) semble avoir eu pour seconde épouse, Alix, fille du comte Humbert de Genève, selon une donation faite à l'abbaye de Sixt par Turumbert de Lucinge et où Alix de Genève apparaît comme témoin et épouse de Rodolphe de Grésier,. La notice généalogique anonyme (1826) indique qu'il aurait épousé Gertrude d'Oncieux[réf. à confirmer].
Rodolphe (II) a trois fils : Rodolphe (III), mort avant 1289, chevalier qui poursuit la lignée ; Augeron, mort sans descendance, et Vullielme/Guillaume, dit de Greysier ou de Chuyt,. Foras hésite entre lui et son oncle comme étant l'auteur des deux branches dites de Greysier et de Chuyt,.
Il semble que Rodolphe (III), avant l'année 1229, porte le nom de Lucinge en lieu et place de Faucigny. Rodolphe (III) est seigneur de Lucinge et d'Arenthon, sénéchal de Faucigny,. Marié à Marguerite, ils ont deux fils, Guillaume et Aymon. La notice généalogique anonyme (1826) indique que son épouse serait Élisabeth de Beauvoir, et qu'ils eurent 4 enfants : Guillaume IV, sire de Lucinge ; Adalbert, patriarche de Jérusalem ; Irénée, chevalier de la Milice du Temple ; et Jean, prieur conventuel de Notre-Dame du Reposoir[réf. à confirmer].
La branche de Lucinge possède « les seigneuries d'Arenthon et de Lucinge et différents biens en Faucigny, [exerçant] héréditairement les fonctions de sénéchal qui lui permettaient d'exercer la justice et de percevoir d'importants revenus ».
La puissance prise par ce rameau inquiète la branche aînée. Cette dernière empêche donc régulièrement les Lucinge à fortifier leur maison forte,. L'un des descendants, Guillaume de Lucinge († v.1276), petit-fils de Rodolphe (II), bailli de Faucigny, fortifie son bien et entre en opposition avec la dernière héritière de la branche aînée, la dauphine Béatrice de Savoie, dite de Faucigny,,. Une transaction a lieu entre la Dauphine et le sénéchal, moment au cours duquel les deux seigneurs expriment leurs plaintes. Guillaume de Lucinge meurt avant la fin de cette transaction. Le 8 mars 1276, sa femme et ses héritiers, mentionnés dans l'acte — « Eléonore, veuve de Guillaume de Lucinge, ancien sénéchal de Faucigny et seigneur d'Arenthon, ainsi que ses enfants, savoir : Humbert, Aimon, François, Raymond, Guillaume, Agnès, Béatrix, Amphélise, Marguerite et Isabeau » — doivent « renoncer à la sénéchaussée et à l'exercice de la haute justice », ainsi qu'au « château de Ravorée, [...] reconnaissent tenir en fief de Béatrix toutes leurs possessions à Lucinge, à Arenthon, et dans toute la baronnie de Faucigny, depuis la Dranse jusqu'à La Roche et depuis Versoix jusqu'à Flumet ».

## Branches cadettes
La maison de Faucigny semble avoir donné naissance à plusieurs branches comme les Lucinge, les Vozerier, les Châtillon, ainsi que d'autres rameaux moins majeurs. Amédée de Foras donne également les noms de familles qui « sortent ou ont prétendu sortir » de la famille de Faucigny : « les Allamand de Saint-Jeoire, les Alleman du Bugey, de Valbonnais du Dauphiné, d'Aubonne et de Coppet au pays de Vaud », probablement les Blonay, mais aussi les Arenthon ou encore les du Fresney, qui « ont été reconnus par les sires de Faucigny comme issus de leur estoc ». À propos de ces derniers, Amédée de Foras, dans la notice consacrée à cette famille, précise cependant « Les Fresney se disant anciens nobles et de genere Fucigniaci obtinrent, le 22 avril 1328, du dauphin Humbert, des patentes reconnaissant cette descendance et les exemptant des tailles et subsides. Malheureusement il n'est pas dit comment ils pouvaient descendre de la dynastie princière de Faucigny : on est donc induit à supposer que c'était d'une façon illégitime. »

### Branche des Faucigny-Lucinge
| Armes de Faucigny-Lucinge | Les armes de la famille de Faucigny-Lucinge se blasonnent ainsi : écartelé de Faucigny (qui est pallé d'or et de gueules) et de Lucinge (qui est bandé de gueules et d'argent) ou bien parti de Faucigny et de Lucinge parti au 1 palé d'or et de gueules, qui est de Faucigny ; au 2 d'argent, à trois bandes de gueules ou au 2 bandé de gueules et d'argent, qui est de Lucinge. On trouve aussi la forme : Écartelé en 1 et 4 palé d'or et de gueules de six pièces et en 2 et 3 d'argent, à trois bandes de gueules Couronne de prince, ; Cimier : un bras armé, brandissant une épée d'argent, ; Tenants : deux sauvages d'or, Devise : Usquequo (Foras) donné comme cri de guerre par Chaix d'Est-Ange : Usque Quo, qui donne pour seconde devise À la bonne ville, bonne nouvelle |

Rodolphe de Faucigny, fils de Raoul II (ou Rodolfe), est seigneur de Greysier, d'Arenthon et de Lucinge, ainsi que sénéchal du Faucigny. Il est surnommé l'Allemand ou le Teutonique, en raison des faveurs qu'il obtient à la cour de l'Empereur. Il épouse Tetberge (v. 1180), nièce et héritière de Turumbert de Lucinge (Lucinges). Leur fils, Rodolphe de Greysier ou Grésy, portera le nom de Lucinge.
La famille de Faucigny-Lucinge prend les noms de Coligny et Chastillon à la suite du mariage, en 1752, de Louis Christophe de Faucigny Lucinge et de Eléonore Charlotte de Sandersleben (1720-1781).
Les différentes branches des Lucinges portent des brisures.
Rameaux des (Faucigny-)Lucinge
- seigneurs de Drusilly et banche de Vevey : De sinople à trois bandes d'argent[65]. Dans l'édition de 1856, l'Armorial historique du canton de Vaud indique que cette famille aurait porté deux blasons : 1/ écartelé à deux fasces de sinople, et d'argent à trois bandes de gueules ; 2/ de sinople à trois bandes d'argent[65]. Dans la seconde édition de 1880, seule la seconde est mentionnée de sinople à trois bandes d'argent[65].
- Lucinges de Passy, seigneurs de Marlioz : Brisait de Lucinge d'une étoile à huit rais d'or sur le premier bandé de gueules en chef[66] ou Bandé d'argent et de gueules, la première bande de gueules chargée d'une étoile à huit branches de sable en chef.
- seigneurs puis marquis de Lucinge, barons d'Arenthon : Bandé de gueules et d'argent[67]. Plusieurs auteurs indiquent que la famille d'Arenthon serait probablement un rameau[68],[69]
- coseigneurs de Lucinge, seigneurs d'Arcine: Bandé de gueules et d'argent[70].
- Lucinges-les-Alymes, coseigneurs de Lucinge, seigneurs de Saint-Cergues, etc.[71]
- Faucigny-Lucinge et Coligny (Comté de Coligny)

### Autres branches
- Vozerier[14] (ou Vosereu, Vozerier, Vauserier, Vaugerier Faucigny-Vozerier), absente de l'Armorial et nobiliaire de l'ancien duché de Savoie de Foras. Originaires d'un hameau près de La Roche, seigneurs de Scionzier (Mussel) ;
- Châtillon (ou Faucigny-Châtillon)[14],[72]. Seigneurs de Châtillon. Blondel donne cette famille comme « éteinte au début du XIVe siècle »[72] ;
- Grésy ou Greysier (Grésier, Graisy, Graisier)[73],[74],[ReG 14]. Seigneurs de Grésy[75] et de Chuyt[73] ;

Guillaume de Faucigny dit de Greysier (Wullielmum de Greysier), fils de Rodolphe Ier de Faucigny, dit l'Allemand. Ce dernier épouse Agnès, de la famille de Montmayeur. Le chevalier Guillaume de Greysier est mentionné dans un acte de donation à l'abbaye d'Abondance en 1180.
| Armes de Greysier | Les armes de la famille de Greysier se blasonnent ainsi : Palé d'or et de gueules de six pièces, à la fasce d'argent. |

- Thoire (ou Thoyre)[74],[77], dont le rameau des Thoire de Pilly.

| Armes de Thoire | Les armes de la famille de Thoire se blasonnent ainsi : D'azur, à la bande d'argent. |

- Alleman (Aleman), Alamandi, Allemand (Dauphiné), hypothèses[41],[42].

## Charges
Les sires de Faucigny sont les souverains de Faucigny, correspondant pour partie à la vallée de l'Arve.
La branche de Lucinge avait la charge de sénéchal, puis de bailli de Faucigny (1138 jusqu'au règne de Béatrix de Faucigny) lors de la domination faucignerande,,. Avec l'intégration du Faucigny aux États de Savoie, les membres de la branche de Lucinge ont servi les comtes puis ducs de Savoie. Hugonin (Hugues ?) de Lucinge a exercé la charge de bailli pour le Faucigny, pour la période de 1410 à 1419.
Certains membres de la famille ont été châtelains pour les comtes de Savoie de :
- Allinges-vieux (1289) ;
- Ballaison (1450-1451) ;
- Bonneville (1361-1370, 1415-1419) ;
- Châtelet du Crédoz (1565) ;
- Châtillon et Cluses (1414-1419) ;
- Cruseilles (1371-1378) ;
- Faucigny (1394-1410) ;
- Montjoie (1340-1348) ;
- Rumilly-sous-Cornillon (1411-1417) ;
- Ternier (1659) ;

## Filiation
Le généalogiste bugiste, Samuel Guichenon, publie, dans son ouvrage Histoire généalogique de la royale maison de Savoie en 1660, une table généalogique des familles illustres dont la famille de Faucigny, mentionnant la généalogie suivante, ainsi que les travaux du comte de Foras, et en partie confirmée de nos jours. Le début de cette généalogie est connue notamment à travers une charte du 2 septembre 1119 (voir ci-dessus pour le texte).

## Personnalités

### Personnalités religieuses
La politique de la famille leur permis d'obtenir des sièges épiscopaux ou abbatiaux :
évêques de Genève
- Guy de Faucigny, épiscopat de v. 1078/1083 à v. 1119 ;
- Arducius de Faucigny, épiscopat de 1135 à 1185 ;
- Pierre de Faucigny, épiscopat de 1311 à 1342.

évêque de Maurienne
- Amédée de Faucigny, épiscopat de v. 1112/16 à 1124.

évêque de Lausanne
- Gérold de Faucigny, épiscopat de 1103 à 1124.

abbé de Sixt
- Ponce de Faucigny, de 1144 à 1178.

## Possessions
Liste par ordre alphabétique et non exhaustive des possessions tenues en nom propre ou à titre de fief de la famille de Faucigny :
- château d'Allinges-Vieux (vers la fin du XIIe siècle)[49], à Allinges ;
- château d'Arcine, à Clarafond-Arcine (1296-1398) ;
- château d'Arenthon (antique château probablement du XIIe siècle), à Arenthon ;
- château de Beaufort (1271-1348)[92], à Beaufort ;
- château de Bonneville, à Bonneville (1268-1282) ;
- château de Boringe ou Pont-sur Arve (avant 1263)[93], à Reignier ;
- château de Cessens-Neuf, à Cessens, il est cité en 1281 ;
- château de Cessens-Vieux, à Cessens, cité le 1er février 1125 ;
- château de Châtillon-sur-Cluses (vers le XIIIe siècle, probablement antérieur)[72], à Châtillon-sur-Cluses ;
- château de Charousse (mentionné en 1225, très probablement antérieur)[94], à Passy ;
- châtelet du Crédoz ;
- château de Faucigny, première mention en 1119, considéré comme le berceau de la famille ;
- château de Flumet, dit château des Faucigny (milieu XIIe siècle, ruines), à Flumet ;
- château des Outards (1277-1348)[95], à Beaufort ;
- château de Rochefort, à Boëge ;
- château de Sallanches (à partir du XIIe siècle ?)[96], à Cordon.